# Jadson Viera Castro
Jadson Viera Castro (Santana do Livramento, Brasil, 4 de agosto de 1981) es un exfutbolista y entrenador brasileño nacionalizado uruguayo. Es el entrenador de Boston River desde 2024.
Jadson Viera es una de las leyendas del club Danubio, al ser parte del plantel en la obtención de 3 campeonatos uruguayos con ese equipo. Su palmarés total incluye 5 ligas uruguayas (obtuvo 2 más jugando para Nacional) y una liga argentina (defendiendo a Lanús)

## Trayectoria
Jadson comenzó su carrera futbolista en el 2001 en Danubio Fútbol Club de la Primera División Uruguaya. Durante su pasaje en el club ayuda a ganar dos Torneos Apertura, tres Torneos Clausura y dos Campeonatos Uruguayos.
En el 2005 es cedido a préstamo al Atlante mexicano, y luego regresa a Uruguay en 2006.
Después de ayudar a Danubio a ganar el Campeonato Uruguayo 2007, Jadson se va a Argentina a formar parte del Club Atlético Lanús donde se consagra campeón del Apertura 2007, primer título local de la historia del club granate.
En julio de 2010, consigue el pase a uno de los principales equipos de su país natal, el Vasco da Gama.
En el 2011 es cedido a Club Nacional de Football, de la Primera División Uruguaya, luego siendo contratado. 
El 19 de enero de 2012 logra su primer y único gol en Nacional, en el clásico de verano frente a Peñarol, marcando de cabeza luego de que Álvaro Recoba le envía un centro desde el banderín de córner y Jadson logra saltar más alto que el zaguero aurinegro Darío Rodríguez, cabeceando hacia el ángulo superior izquierdo, dejando sin chances al guardameta Fabián Carini. El partido terminó 1-0 a favor de los tricolores. Lamentablemente, el 20 de mayo de 2012 en otro clásico contra Peñarol por el Torneo Clausura, Jadson se lesiona el tendón rotuliano de la pierna izquierda luego de disputar una pelota con el delantero rival, Marcelo Zalayeta, quedando 6 meses sin poder jugar al fútbol.
El 17 de enero de 2013 Jadson Viera firma nuevamente con Danubio, luego de que Nacional no le renovara el contrato.
El 22 de julio de 2016 es transferido a Rentistas, último club en el que jugó.
En 2018 inicia su carrera como entrenador, siendo el segundo ayudante de Alexander Medina en Nacional.

## Clubes

### Como jugador
| Club              | País      | Año       |
| ----------------- | --------- | --------- |
| Danubio           | Uruguay   | 2001-2005 |
| Atlante           | México    | 2005      |
| Danubio           | Uruguay   | 2005-2007 |
| Lanús             | Argentina | 2007-2010 |
| Vasco da Gama     | Brasil    | 2010-2011 |
| Nacional (cedido) | Uruguay   | 2011      |
| Nacional          | Uruguay   | 2012-2013 |
| Danubio           | Uruguay   | 2013-2016 |
| Rentistas         | Uruguay   | 2016-2017 |

### Como entrenador
| Club                                 | País      | Año           |
| ------------------------------------ | --------- | ------------- |
| Nacional (Asistente)                 | Uruguay   | 2018          |
| Talleres (Asistente)                 | Argentina | 2019-2021     |
| Sport Club Internacional (Asistente) | Brasil    | 2021          |
| Vélez Sarsfield (Asistente)          | Argentina | 2022-2023     |
| Boston River                         | Uruguay   | 2024-presente |

## Palmarés

### Campeonatos nacionales
| Título              | Club     | País      | Año    |
| ------------------- | -------- | --------- | ------ |
| Campeonato Uruguayo | Danubio  | Uruguay   | 2004   |
| Campeonato Uruguayo | Danubio  | Uruguay   | 2007   |
| Primera División    | Lanús    | Argentina | 2007-A |
| Campeonato Uruguayo | Nacional | Uruguay   | 2011   |
| Campeonato Uruguayo | Nacional | Uruguay   | 2012   |
| Campeonato Uruguayo | Danubio  | Uruguay   | 2014   |